# Ashton-under-Lyne (circonscription britannique)
La circonscription de Ashton-under-Lyne  est une circonscription située dans le Grand Manchester et représentée à la Chambre des communes du Parlement britannique.